# Microsoft Flight Simulator (joc video din 2020)
Microsoft Flight Simulator, cunoscut sub denumirea de Flight Simulator 2020, este un nou simulator de zbor dezvoltat de Asobo Studio și publicat de Xbox Game Studios exclusiv pentru Microsoft Windows și Xbox One. Acesta va fi lansat pe 18 august 2020 pentru Microsoft Windows. Este al unsprezecelea joc din seria Microsoft Flight Simulator, precedat de Flight Simulator X.
Simulatorul de zbor va simula întregul Pământ folosind texturi și date topografice din Bing Maps. Reprezentări tridimensionale ale caracteristicilor lumii, precum: terenul, copacii, iarba, clădirile și apa vor fi generate folosind tehnologia Microsoft Azure. Unii jucători au primit versiunea Alpha a jocului ca parte a programului „Insider”. Pe 13 iulie 2020, Microsoft a deschis precomenzile și a anunțat că Flight Simulator pentru PC va fi disponibil pe 18 august 2020.

## Prezentare generală
Simulatorul de zbor va prezenta motorul de joc dezvoltat de Asobo și va folosi datele Bing Maps, accesând peste doi petabyte de date din cloud. AI Azure analizează datele hărții și fotogrammetria pentru a genera modele 3D fotorealiste ale clădirilor, copacilor, terenului și așa mai departe. Acest lucru permite simulatorului să reprezinte cele mai multe părți ale lumii în fotorealism 3D, iar restul la o rezoluție înaltă.
Simulatorul de zbor va popula lumea virtuală cu animale și drumurile cu vehicule, apa va curge realist pe baza direcției vântului, iarba va avea fire de iarbă individuale și copacii vor avea frunze individuale, creând iluzia unei lumi vii. Lumea jocului va include peste două milioane de orașe, 1,5 miliarde de clădiri, 2 trilioane de copaci și 37.000 de aeroporturi din lumea reală.

## Dezvoltare
Simulatorul de zbor a fost anunțat la E3 2019 pe 9 iunie 2019. Este prima intrare majoră în serie după Flight Simulator X, lansat în 2006, după o lungă perioadă de incertitudine cu privire la viitorul seriei după închiderea Aces Game Studio în 2009. Jocul curent este dezvoltat de studioul francez Asobo Studio și va fi publicat de Xbox Game Studios. Jocul urmează să fie lansat pe 18 august 2020.